# Molophilus savtshenkoi
Molophilus savtshenkoi là một loài ruồi trong họ Limoniidae. Chúng phân bố ở miền Cổ bắc.